# Carles Eugeni de Croÿ
Carles Eugeni de Croÿ (pronunciat: [ʃaʁl øʒɛn də kʁwi]; rus: Карл Евгений де Круа) (1651–1702) fou un mariscal de camp i duc de la Casa de Croÿ.
El seu pare fou Jacques Philippe de Croÿ-Roeulx (1614–1685), un descendent de Jean III de Croy-Roeulx, fill d'Antoine el Gran.
Es casà amb Wilhelmina Juliana van den Bergh, filla d'Hendrik van den Bergh, 13 anys més gran que ell. El matrimoni no va tenir descendència.
Participà, el 1676, a la batalla de Lund combatent pel Regne de Dinamarca i Noruega.
Posteriorment lluità exitosament en l'exèrcit austriac contra l'Imperi Otomà i participà en l'alliberament de Viena i l'atac a Belgrad de 1690. El 18 d'octubre de 1692 posà la primera pedra de la Fortalesa de Petrovaradin i fou ascendit a Mariscal de Camp Imperial pels seus serveis.
El 1697 entrà al servei del Tsar Pere el Gran i fou nomenant Comandant en Cap de les tropes russes a Livònia. Comandà les tropes russes a la Batalla de Narva el 20 de novembre de 1700, on es rendí i fou capturat pels suecs.
Morí a Reval (Tallinn) essent presoner de guerra el 1702. A petició dels seus creditors, el seu cos, que estava a l'Església de Sant Nicolau (Tallinn), no fou enterrat durant 190 anys, i quan el seu cos fou momificat s'exhibí com una curiositat.